# رن مگورو
رن مگورو (انگلیسی: Ren Meguro؛ زادهٔ ۱۶ فوریهٔ ۱۹۹۷) بازیگر اهل ژاپن است.